# Bruceville-Eddy
Bruceville-Eddy est une ville des comtés de Falls et de McLennan, au Texas, aux États-Unis. Elle est incorporée en avril 1974.

## Source de la traduction
- (en) Cet article est partiellement ou en totalité issu de l’article de Wikipédia en anglais intitulé « Bruceville-Eddy, Texas » (voir la liste des auteurs).